# Sustav F
Sustav F, poznat i kao polimorfni lambda račun ili lambda račun drugog reda, je tipizirani lambda račun. Otkrili su ga neovisno logičar Jean-Yves Girard i računalni znanstvenik John C. Reynolds. Sustav F formalizira pojam parametarskog polimorfizma u programskim jezicima.
Baš kao što lambda račun posjeduje varijable nad funkcijama i vezanja nad njima, lambda račun posjeduje varijable nad tipovima i vezanja nad njima.
Na primjer, činjenica da identiteta ima tip oblika A→ A bi u sustavu F bila formalizirana kao sud
{\displaystyle \vdash \Lambda \alpha .\lambda x^{\alpha }.x:\forall \alpha .\alpha \to \alpha }
gdje je α varijabla tipa.
Pod Curry-Howard izomorfizmom, sustav F odgovara logici drugog reda.
Sustav F, skupa s čak i ekspresivnijim lambda računaima, može biti shvaćen kao dio lambda kocke.